# Magesien
Magesien was het eerste satirische televisieprogramma op de Vlaamse televisie. Het liep van 1968 tot 1972 op TV1 (nu Eén).
De komische bijdragen werden geleverd door Walter Capiau, Jan Van Rompaey, Fred Janssen, Johny Voners, Luk Saffloer en Jan Vanderstraeten. De regie was in handen van Bob Van Bael. Het programma maakte gebruik van veel dingen die vernieuwend waren op de Vlaamse televisie, zoals verborgen camera, beeldwisselingen en een sneller montagetempo.
Ook zanger Eddy Wally werd vaak uitgenodigd in het programma. Zo zong hij ooit op tekst van Bert Verhoye een satirisch lied over vogelvangers, wat hem niet in dank werd afgenomen. Desondanks werd hij dankzij Magesien véél populairder in Vlaanderen.
Jan Van Rompaey verklaarde in een interview: "We spaarden niemand, ook de machthebbers niet. De politici lachten zich weliswaar vaak groen. Eigenlijk is er maar één keer zwaar ongenoegen geuit: toen Guy Mortier een aangepaste versie van De Fabeltjeskrant bij elkaar had geschreven, waarbij de dieren vervangen waren door politici."
Uiteindelijk werd het programma onder druk afgevoerd, iets wat ook het satirische programma TV-Touché jaren later zou overkomen. Zanger Robbie Roos had in 1973 nog een hitje met het nummer "Sperziebonen", dat uit Magesien afkomstig was. Hij werkte zelf vier jaar lang aan het programma mee.